# Леокадя (Мазовецьке воєводство)
Леокадя (пол. Leokadia) — село в Польщі, у гміні Ласкажев Ґарволінського повіту Мазовецького воєводства.
Населення — 117 осіб (2011).
У 1975—1998 роках село належало до Седлецького воєводства.

## Демографія
Демографічна структура станом на 31 березня 2011 року:
|          | Загалом | Допрацездатний вік | Працездатний вік | Постпрацездатний вік |
| -------- | ------- | ------------------ | ---------------- | -------------------- |
| Чоловіки | 58      | 11                 | 43               | 4                    |
| Жінки    | 59      | 11                 | 32               | 16                   |
| Разом    | 117     | 22                 | 75               | 20                   |